# Плита Кокос

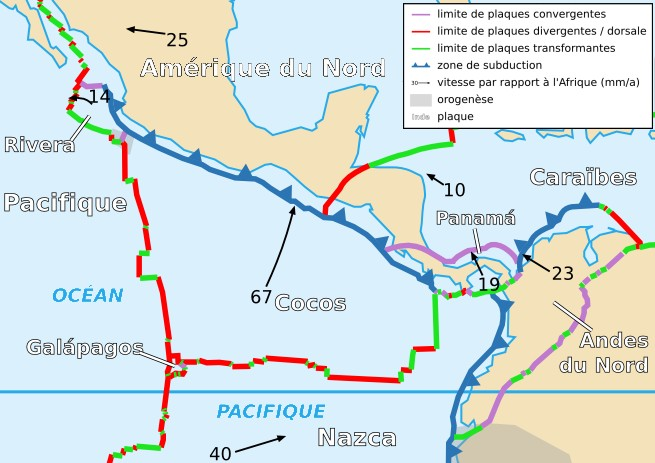
Розташування плити Кокос

Плита Кокос — тектонічна плита океанічного типу під Тихим океаном біля західного узбережжя Центральної Америки, має назву на честь острова Кокос, який лежить на стику з плитою Наска. Має площу — 0,07223 стерадіан (2 900 000 км²). До її складу, як правило, включають плиту Рівера.
Плита Кокос утворена через спрединг уздовж Східно-Тихоокеанської височини й хребта Кокос утворюючи спредингову систему Кокос-Наска, від Каліфорнійської затоки до Панамського перешийка Особливо цікава, з геологічної точки зору, система Кокос-Наска. Від височини плита рухається на схід і штовхає або пірнає (можливо і те і інше) під Карибську плиту, в процесі субдукції. В результаті субдукції, на північний схід від пірнаючого краю лежить безперервна дуга вулканів, що тягнеться від Коста-Рики і Гватемали всередину Мексики — Центральноамериканська вулканічна дуга, частина Тихоокеанського вогняного кола.
На півночі межею є Центрально-Американський жолоб, на сході межею є трансформаційний розлом — Панамська зона розломів. На півдні межує з плитою Наска по Галапагоській височині і на заході з Тихоокеанською плитою по Східнотихоокеанській височині. 
Плита Кокос і плита Наска — залишки плити Фараллон, яка зламалась близько 23 мільйонів років тому. Гаряча точка під Галапагоськими островами утворює Галапагоську височину. (Див. Галапагоська гаряча точка та Галапагоська мікроплита)
Плита Рівера відокремилась від плити Кокос 5-10 млн років тому, на межі між ними нема трансформаційного розлому, але вони розглядаються як окремі плити.